# Sondre Laugsand
Sondre Laugsand (19 luglio 1995) è un giocatore di calcio a 5 e calciatore norvegese, difensore del Vesterålen e difensore del Nardo.

## Biografia
È il fratello di Simon Laugsand, anch'egli giocatore di calcio a 5.

## Carriera
Laugsand ha giocato nelle giovanili del Sortland, per cui ha debuttato anche in prima squadra. Nel 2013 è passato al Tromsø, che lo ha aggregato alla formazione giovanile. Nel 2015 è passato al Førde, in 2. divisjon: ha esordito in squadra il 10 maggio, subentrando ad Eirik Lund Holm nel pareggio casalingo per 2-2 arrivato contro il Byåsen. Nel corso dello stesso anno, è passato al Tromsdalen. Il 24 settembre ha disputato l'unica partita in squadra, sostituendo Vegard Lysvoll nella vittoria per 1-2 arrivata sul campo dello Stabæk 2.
A partire dalla Futsal Eliteserie 2015-2016, ha iniziato a giocare per il Vesterålen, compagine di calcio a 5 militante nella massima divisione locale. I regolamenti norvegesi consentono infatti l'attività in entrambe le discipline.
Nel 2016, ha lasciato il Tromsdalen per passare al Senja. Ha debuttato in squadra il 9 aprile, schierato titolare nella sconfitta per 2-1 arrivata sul campo della sua ex squadra del Tromsdalen. L'8 maggio 2016 ha realizzato il primo gol in campionato, nell'1-1 arrivato in casa del Kjelsås.
In vista della stagione 2016-2017, Laugsand si è trasferito dal Vesterålen al Nord/Sprint, compagine all'epoca militante in 1. divisjon. In quella stessa stagione, ha contribuito alla promozione del club. Nel 2019 ha fatto ritorno al Vesterålen.
È rimasto al Senja fino al 2020, diventandone anche capitano. Il 1º ottobre 2020 è passato all'Alta. Il 3 ottobre ha giocato la prima partita, nell'1-2 casalingo subito dal Vålerenga 2.
Ad agosto 2021 si è accordato con il Nardo.

## Statistiche

### Presenze e reti nei club
Statistiche aggiornate al 12 settembre 2021.
| Stagione       | Club         | Campionato   | Campionato | Campionato | Coppe nazionali | Coppe nazionali | Coppe nazionali | Coppe continentali | Coppe continentali | Coppe continentali | Supercoppe | Supercoppe | Supercoppe | Totale | Totale |
| Stagione       | Club         | Comp         | Pres       | Reti       | Comp            | Pres            | Reti            | Comp               | Pres               | Reti               | Comp       | Pres       | Reti       | Pres   | Reti   |
| -------------- | ------------ | ------------ | ---------- | ---------- | --------------- | --------------- | --------------- | ------------------ | ------------------ | ------------------ | ---------- | ---------- | ---------- | ------ | ------ |
| 2012           | Sortland     | 3D           | ?          | ?          | CN              | ?               | ?               | -                  | -                  | -                  | -          | -          | -          | ?      | ?      |
| gen.-lug. 2015 | Førde        | 2D           | 3          | 0          | CN              | 1               | 0               | -                  | -                  | -                  | -          | -          | -          | 4      | 0      |
| ago.-dic. 2015 | Tromsdalen   | 2D           | 1          | 0          | CN              | -               | -               | -                  | -                  | -                  | -          | -          | -          | 1      | 0      |
| 2016           | Senja        | 2D           | 26         | 5          | CN              | 2               | 1               | -                  | -                  | -                  | -          | -          | -          | 28     | 6      |
| 2017           | Senja        | 3D           | 24         | 3          | CN              | 1               | 0               | -                  | -                  | -                  | -          | -          | -          | 25     | 3      |
| 2018           | Senja        | 3D           | 26         | 3          | CN              | 2               | 0               | -                  | -                  | -                  | -          | -          | -          | 28     | 3      |
| 2019           | Senja        | 2D           | 23         | 0          | CN              | 0               | 0               | -                  | -                  | -                  | -          | -          | -          | 23     | 0      |
| gen.-set. 2020 | Senja        | 2D           | 12         | 1          | -               | -               | -               | -                  | -                  | -                  | -          | -          | -          | 12     | 1      |
| Totale Senja   | Totale Senja | Totale Senja | 111        | 12         |                 | 5               | 1               |                    | -                  | -                  |            | -          | -          | 116    | 13     |
| ott.-dic. 2020 | Alta         | 2D           | 5          | 0          | -               | -               | -               | -                  | -                  | -                  | -          | -          | -          | 5      | 0      |
| gen.-ago. 2021 | Alta         | 2D           | 11         | 1          | CN              | 0               | 0               | -                  | -                  | -                  | -          | -          | -          | 0      | 0      |
| Totale Nardo   | Totale Nardo | Totale Nardo | 16         | 1          |                 | 0               | 0               |                    | -                  | -                  |            | -          | -          | 16     | 1      |
| ago.-dic. 2021 | Nardo        | 2D           | 1          | 0          | CN              | -               | -               | -                  | -                  | -                  | -          | -          | -          | 1      | 0      |
| Totale         | Totale       | Totale       | 132+       | 13+        |                 | 6+              | 1+              |                    | -                  | -                  |            | -          | -          | 138+   | 14+    |